# 이와쿠니번
이와쿠니 번(일본어: 岩国藩 이와쿠니한[*])은 일본 에도 시대 스오국 오시마군의 일부 지역인 나루토촌(鳴門村)・고지로촌(神代村) 및 구가군 남부를 지배했던 번으로, 지금의 야마구치현 이와쿠니시에 위치했다. 깃카와 가문이 번주로 있었기 때문에 깃카와 번(吉川藩)이라는 통칭도 있다.
번청은 당초 이와쿠니성에 있었으나, 1615년에 이 성이 에도 막부에 의해 규정된 1국 1성령(一国一城令)으로 철거되면서 인근에 진야를 새로 지어 그곳으로 이전하였다. 그러나 이 당시에는 정식의 번으로 인정받지 못했기 때문에 번청이라고 하기에는 무리가 있다. 본번인 조슈번으로부터 지번으로부터 인정받지 못했고, 다이묘의 반열에도 오르지 못했기 때문에
오랫동안 이와쿠니 번이 아닌 이와쿠니 령(岩国領)으로 불렸다.
정식으로 다이묘의 반열에 올라서 이와쿠니 번이 성립한 것은 대정봉환 이후 폐번치현 직전의 게이오 4년(1868년) 3월의 일이었다.

## 번의 역사
번조(藩祖)는 모리 모토나리의 차남 깃카와 모토하루의 셋째 아들인 깃카와 히로이에이다. 영지 규모는 당초 표면상의 액수인 3만 석이었으나, 간에이 11년(1634년) 실제 고쿠다카인 6만 석으로 공식 개정하여 막부에서도 이를 인정받았다.

## 역대 당주
깃카와가
3만석 → 6만석
1. 깃카와 모토하루(吉川元春) 재위 1547년 ~ 1582년
2. 깃카와 모토나가(吉川元長) 재위 1582년 ~ 1587년
3. 깃카와 히로이에(吉川広家) 재위 1587년 ~ 1614년
4. 깃카와 히로마사(吉川広正) 재위 1614년 ~ 1663년
5. 깃카와 히로요시(吉川広嘉) 재위 1663년 ~ 1679년
6. 깃카와 히로노리(吉川広紀) 재위 1679년 ~ 1696년
7. 깃카와 히로미치(吉川広逵) 재위 1696년 ~ 1715년
8. 깃카와 쓰네나가(吉川経永) 재위 1715년 ~ 1764년
9. 깃카와 쓰네토모(吉川経倫) 재위 1764년 ~ 1792년
10. 깃카와 쓰네타다(吉川経忠) 재위 1792년 ~ 1803년
11. 깃카와 쓰네카타(吉川経賢) 재위 1803년 ~ 1806년
12. 깃카와 쓰네히로(吉川経礼) 재위 1807년 ~ 1836년
13. 깃카와 쓰네아키라(吉川経章) 재위 1837년 ~ 1843년
14. 초대 번주 깃카와 쓰네마사(吉川経幹) 재위 1844년 ~ 1868년
15. 제2대 번주 깃카와 쓰네타케(吉川経健) 재위 1868년 ~ 1871년

## 같이 보기
- 폐번치현